# Jean Vodaine

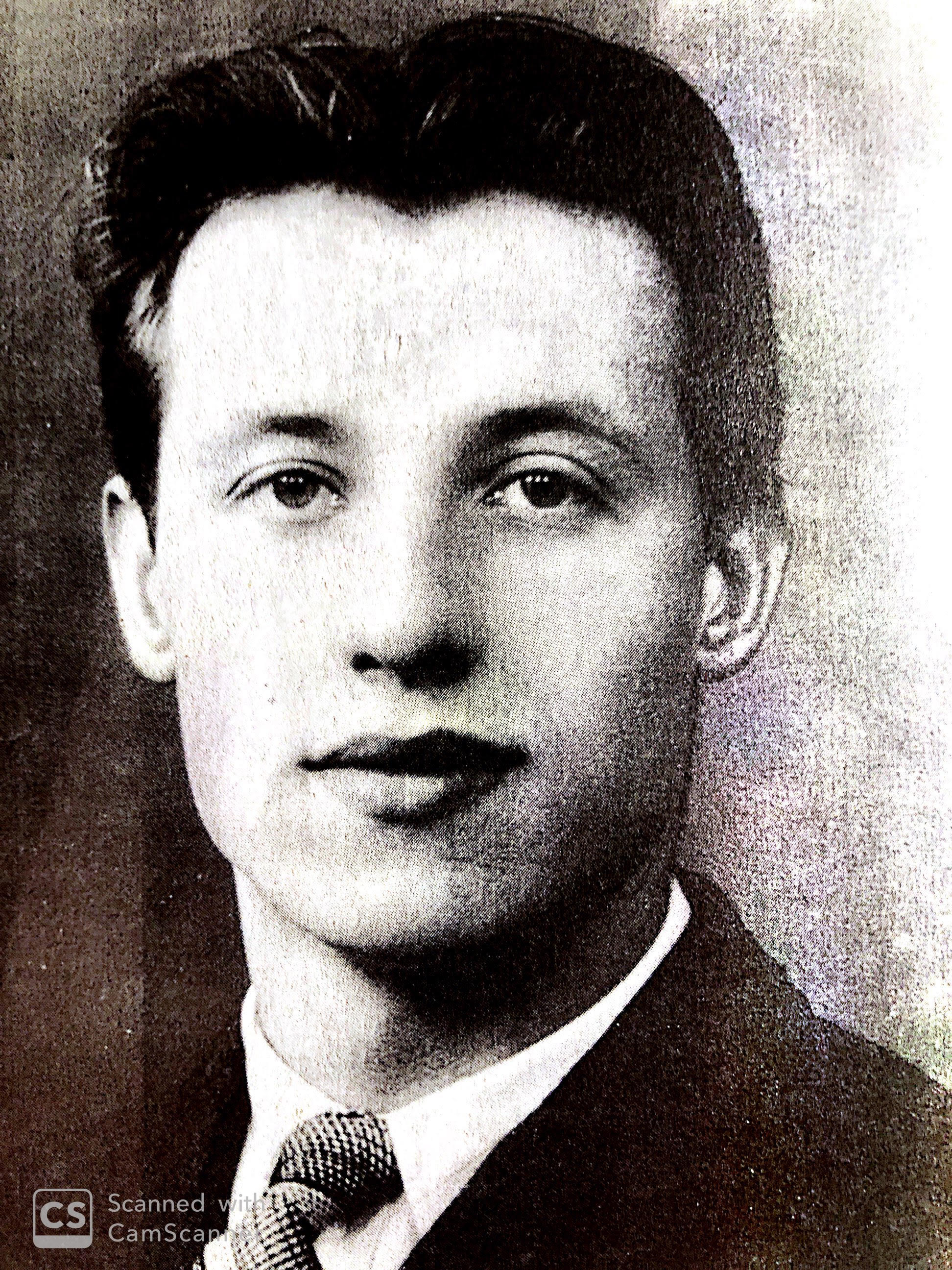
Jean Vodaine

Jean Vodaine (* 6. Juli 1921 in Čiginj bei Tolmin als Friderik Vladimir Kavčič; † 8. August 2006 in Pont-à-Mousson) war ein slowenisch-französischer Poet, Maler und Buchdrucker.
Vladimir Kavčič wurde 1921 in der Gegend von Tolmin geboren, die nach dem Ersten Weltkrieg mit den Österreichischen Küstenlanden von Österreich-Ungarn an Italien gefallen war. Die Familie wanderte 1924 nach Frankreich aus, als Vladimir Kavčič drei Jahre alt war und ließ sich in Basse-Yutz in Lothringen nieder. Er erlernte das Schuhmacherhandwerk, war aber in verschiedenen Berufen tätig.
1945 veröffentlichte er seine erste Gedichtsammlung „Rose et Noir“ unter dem Namen Jean Vodaine. 1962 gründete er das Literaturmagazin Dire, das im Verlag Mas de la Greffe in Montpellier erschien, und das sich durch eine prachtvolle typografische Gestaltung auszeichnet.
Er war Maler und Dichter und ist auch als Übersetzer der slowenischen Poesie wichtig. Zusammen mit dem Maler Veno Pilon (1896–1970) hat er eine kurze Anthologie von Übersetzungen slowenischer Poesie veröffentlicht, aber es gelang nicht, die Idee einer großen Anthologie zu verwirklichen. Vodaine hat mehr als zehn  Gedichtsammlungen verfasst und auch Gedichte über Lothringen geschrieben.